# Danevo
Danevo (en rus: Данево) és un poble de l'óblast de Riazan, a Rússia, segons el cens del 2010 tenia 91 habitants.